# Fabian Gottlieb von Bellingshausen

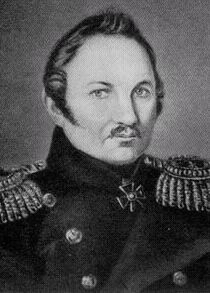
Portretul lui Fabian Gottlieb von Bellingshausen

Fabian Gottlieb von Bellingshausen (după numele în rusă Фаддей Фаддеевич Беллинсгаузен; Faddei Faddeevici Bellinsgauzen) (n. 18 August 1778 – d. 25 ianuarie 1852) a fost un ofițer naval al Imperiului Rus și a comandat a doua epediție rusească în jurul globului. În timpul acestei expediții Bellingshausen a devenit unul dintre primii trei europeni care a zărit Antarctica.
S-a născut într-o familie baltică germană de pe teritoriul actual al Estoniei. A absolvit la 18 ani Academia Navală la Kronstadt, în apropiere de Sankt Petersburg, după care, în scurt timp, a devenit căpitan. A participat în 1803 la prima expediție rusească în jurul lumii.
În 1819 a fost selectat pentru a conduce expediția rusească în jurul lumii autorizată de Țarul Alexandru I al Rusiei. Expediția a debutat în data de 5 septembrie 1819, din Portsmouth (Anglia), cu două nave. Principalele zone vizitate au fost Antarctica, Noua Zeelandă, Georgia de Sud și Insulele Sandwich de Sud.
Bellingshausen a luptat în Războiul Ruso-Turc din anii 1828-1829, unde a fost ridicat la rangul de amiral.
Din 1839 a devenit guvernator militar în Kronstadt, unde a și murit, în 1852.